# Amanchu!
Amanchu! (あまんちゅ!?) es una serie de manga escrita e ilustrada por Kozue Amano. Una adaptación a anime de J.C.Staff se emitió entre el 8 de julio y el 23 de septiembre de 2016. Una segunda temporada se emitió entre el 7 de abril y el 23 de junio de 2018.

## Sinopsis
Futaba Ooki, una chica tímida quien recién se mudó a la ciudad al lado del océano de Shizuoka, conoce a Hikari Kohinata, una chica errática que ama el buceo. Juntas, se unen al Club de Buceo de su escuela y descubren los placeres de la exploración submarina.

## Personajes
Hikari Kohinata (小日向 光 Kohinata Hikari?)
Seiyū: Eri Suzuki
Es una chica enérgica a la que le encanta el buceo. Su apodo es Pikari
Futaba Ooki (大木 双葉 Ooki Futaba?)
Seiyū: Ai Kayano
Es una chica que se muda desde la ciudad y se une a Hikari en el club de buceo. Hikari le llama Teko. Es muy tímida.
Ai Ninomiya (二宮 愛 Ninomiya Ai?)
Seiyū: Saori Ōnishi
Makoto Ninomiya (二宮 誠 Ninomiya Makoto?)
Seiyū: Yūichirō Umehara
Mato Katori (火鳥 真斗 Katori Mato?)
Seiyū: Shizuka Itō
La profesora del salón de clases de Hikari y Futaba y la tutora del Club de Buceo.
Aria (ありあ?) / Tutor Cha (ちゃ顧問 Cha-Komon?)
Seiyū: Yurika Kubo
Un gato que camina alrededor del salón del Club de Buceo.
Kino Kohinata (小日向きの Kohinata Kino?)
Seiyū: Kikuko Inoue
La abuela de Hikari quien es dueña de un club de buceo en la playa.
Kokoro Misaki (岬こころ Misaki Kokoro?)
Seiyū:Ai Yamamoto
Kotori Misaki (岬ことり Misaki Kotori?)
Seiyū:Ai Kakuma
Kodama Kohinata (小日向こだま Kohinata Kodama?)
Seiyū:Aya Suzaki

## Medios de comunicación

### Manga
Kozue Amano empezó publicando el manga en la revista de manga shōnen Monthly Comic Blade de Mag Garden el 29 de noviembre de 2008. La serie se cambió de publicación mensual a un programa de publicación trimestral a finales de 2010 debido al embarazo de la autora.

#### Lista de volúmenes
| Núm. | Fecha de publicación     | ISBN                   |
| ---- | ------------------------ | ---------------------- |
| 1    | 10 de agosto de 2009     | ISBN 978-4-86127-642-2 |
| 2    | 10 de febrero de 2010    | ISBN 978-4-86127-696-5 |
| 3    | 10 de agosto de 2010     | ISBN 978-4-86127-757-3 |
| 4    | 10 de marzo de 2012      | ISBN 978-4-86127-960-7 |
| 5    | 10 de octubre de 2012    | ISBN 978-4-8000-0051-4 |
| 6    | 10 de mayo de 2013       | ISBN 978-4-8000-0147-4 |
| 7    | 9 de noviembre de 2013   | ISBN 978-4-8000-0227-3 |
| 8    | 10 de mayo de 2014       | ISBN 978-4-8000-0301-0 |
| 9    | 10 de febrero de 2015    | ISBN 978-4-8000-0410-9 |
| 10   | 9 de julio de 2016       | ISBN 978-4-8000-0599-1 |
| 11   | 10 de septiembre de 2016 | ISBN 978-4-8000-0610-3 |
| 12   | 10 de abril de 2018      | ISBN 978-4-8000-0756-8 |
| 13   | 9 de junio de 2018       | ISBN 978-4-8000-0780-3 |
| 14   | 10 de abril de 2019      | ISBN 978-4-8000-0842-8 |
| 15   | 10 de diciembre de 2019  | ISBN 978-4-8000-0919-7 |
| 16   | 27 de febrero de 2021    | ISBN 978-4-8000-1054-4 |
| 17   | 10 de noviembre de 2021  | ISBN 978-4-8000-1142-8 |

Ediciones limitadas
- Una edición limitada de colección del volumen 6 (ISBN 978-4-8000-0101-6).[23]
- Una edición limitada de colección del volumen 7 (ISBN 978-4-8000-0233-4).[24]
- Una edición limitada de colección del volumen 8 (ISBN 978-4-8000-0279-2).[25]
- Una edición limitada con un CD bonus del volumen 10 (ISBN 978-4-8000-0569-4).[26]
- Una edición limitada con un CD bonus del volumen 11 (ISBN 978-4-8000-0570-0).[27]
- Una edición limitada de colección del volumen 12 (ISBN 978-4-8000-0738-4).[28]
- Una edición limitada de colección del volumen 13 (ISBN 978-4-8000-0780-3).[29]
- Una edición limitada de colección del volumen 16 (ISBN 978-4-8000-0965-4).[30]
- Una edición limitada de colección del volumen 17 (ISBN 978-4-8000-0966-1).

### Anime
Una adaptación a anime de 13 episodios se emitió entre el 8 de julio y el 23 de septiembre de 2016. La serie es dirigida por Junichi Sato y Kenichi Kasai, y es escrita por Deko Akao. Es producida por el estudio de animación J.C.Staff, con el diseño de los personajes hecho por Yoko Ito. La música es compuesta por GONTITI y producida por Flying Dog. El opening es "Million Clouds" interpretado por Maaya Sakamoto y el ending es "Futari Shōjo" (ふたり少女?) interpretado por Hitomi Mieno. Una OVA fue incluida en el séptimo volumen Blu-Ray/DVD del anime, el cual fue publicado el 29 de marzo de 2017. Una segunda temporada titulada Amanchu! Advance se emitió entre el 7 de abril y el 23 de junio de 2018. Todo el personal regresa, menos Kenichi Kasai que es reemplazado como director por Kiyoko Sayama. La serie se emitió por 12 episodios. El tema de apertura de la segunda temporada de Amanchu! se titula Crosswalk y es interpretado por Minori Suzuki mientras que el ending se titula Hello, hello siendo interpretado por Maaya Sakamoto. La serie cuenta con una Insert song titulada Tieleusha interpretada por Mina Kubota en compañía de Mistera Feo.

#### Lista de episodios

##### Amanchu!
| Núm.     | Título | Fecha de emisión         |
| -------- | --- | ------------------------ |
| 1        | "La historia de la chica y el océano" "Shōjo to umi no koto" (少女と海のコト)                                                           | 8 de julio de 2016       |
| 2        | "La historia de hacer algo malo con Hikari" "Hikari to Ikenai Koto" (光といけないコト)                                                  | 15 de julio de 2016      |
| 3        | "La historia del secreto de la emoción y la felicidad" "Wakuwaku to Shiawase no Kotsu no Koto" (ワクワクと幸せのコツのコト)             | 22 de julio de 2016      |
| 4        | "La historia de la emoción y el corazón desesperado" "Wakuwaku to Akirameru no Kokoro no Koto" (ワクワクと諦めるの心のコト)             | 29 de julio de 2016      |
| 5        | "La historia de la primera vez en el océano con amigos" "Nakama to Hajimete no Umi no Koto" (仲間と初めての海のコト)                    | 5 de agosto de 2016      |
| 6        | "La historia del deseo falso" "Honto janai Negai no Koto" (ホントじゃない願いのコト)                                                    | 12 de agosto de 2016     |
| 7        | "La historia del fin de la lluvia" "Ame no Owari no Koto" (雨のおわりのコト)                                                            | 19 de agosto de 2016     |
| 7        | "La historia del comienzo del verano" "Natsu no Hajimari no Koto" (夏のはじまりのコト)                                                  | 19 de agosto de 2016     |
| 8        | "La historia de los sentimientos aún escondidos" "Himeta Omoi no Koto" (秘めた思いのコト)                                               | 26 de agosto de 2016     |
| 8        | "La historia de cosas aun desconocidas" "Madamada Shiranai Koto" (まだまだ知らないコト)                                                 | 26 de agosto de 2016     |
| 9        | "La historia de los recuerdos que no puedes borrar" "Kesenai Omoide no Koto" (消せない思い出のコト)                                     | 2 de septiembre de 2016  |
| 10       | "La historia de perder tu camino de hoy" "Kyō to Iu Tsuitachi o Mayō Koto" (今日という一日を迷うコト)                                   | 9 de septiembre de 2016  |
| 11       | "La historia del gato y el gatito" "Neko to Koneko no Koto" (猫と子猫のコト)                                                            | 16 de septiembre de 2016 |
| 12       | "La historia del mundo azul" "Aoi Sekai no Koto" (青い世界のコト)                                                                       | 23 de septiembre de 2016 |
| 13 (OVA) | "La historia del verano prometido y los nuevos recuerdos" "Yakusoku no Natsu to Atarashī Omoide no Koto" (約束の夏と新しい思い出のコト) | 29 de marzo de 2017      |

##### Amanchu! Advance
| #  | Título | Estreno             |
| -- | --- | ------------------- |
| 1  | «Una noche de verano y una confesión» «Aru Natsu no Yoru to Kokuhaku no Koto» (ある夏の夜と告白のコト)                                | 7 de abril de 2018  |
| 2  | «Pleno verano y ojos resplandecientes» «Natsu no Man'naka to Kirakira no Hitomi no Koto» (夏の真ん中とキラキラの瞳のこと)             | 14 de abril de 2018 |
| 3  | «La profesional y la experta de la felicidad» «Shiawase no Puro to Tatsujin no Koto» (幸せのプロと達人のコト)                         | 21 de abril de 2018 |
| 4  | «El otoño y una felicidad tenue» «Aki to Fuwari hito no Shiawase no Koto» (秋とふわり人の幸せのコト)                                  | 28 de abril de 2018 |
| 5  | «La sirena negra y la soledad a 18 metros de profundidad» «Shikkoku no Ningyo to 18m no Kodoku no Koto» (漆黒の人魚と18mの孤独のコト) | 5 de mayo de 2018   |
| 6  | «El sueño de la noche de Halloween» «Harowin no Yoru no Yume no Koto» (ハロウィーンの夜の夢の物語)                                    | 12 de mayo de 2018  |
| 7  | «El festival escolar eterno» «Eien no Gakuensai no Koto» (永遠のガクエンサイのコト)                                                   | 19 de mayo de 2018  |
| 8  | «Deseos fugaces sin cumplir» «Todokanai Hakanai Omoi no Koto» (届かない儚いオモイのコト)                                              | 26 de mayo de 2018  |
| 9  | «Las lágrimas y el sueño interminable» «Owari no Nai yume to Namida no Koto» (終わりのない夢とナミダのコト)                           | 2 de junio de 2018  |
| 10 | «Un nuevo inicio y nuevos sentimientos» «Sono Hajimari ni Omou Koto» (そのはじまりに想うコト)                                         | 9 de junio de 2018  |
| 11 | «Un resfriado, llamas y buenos deseos» «Kaze to Honō to o medeu to no Koto» (風邪と炎とおめでうとのコト)                              | 16 de junio de 2018 |
| 12 | «Lo que aún desconocemos del mañana» «Itsu ka, mada shiranai asu no koto» (いつか、まだ知らない明日のコト)                            | 23 de junio de 2018 |